# Marlies Vossen
Maria Elisabeth Ludovica "Marlies" Vossen (Venray, 21 mei 1971) is een voormalig Nederlands hockeyster.
Vossen speelde tussen 1994 en 1996 26 interlands (5 doelpunten) voor de Nederlandse hockeyploeg. Ze maakte haar debuut op 3 oktober 1994 in een wedstrijd tegen Duitsland (4-3 verlies). In 1995 pakte ze op het EK in Amstelveen met Oranje de Europese titel.
De verdedigster speelde in clubverband achtereenvolgens voor MHC Venray, VHC Venlo, EMHC en Kampong. Op 24 september 1989 debuteerde ze met EMHC in de Hoofdklasse tegen Pinoké (1-0 winst). In 1991 maakte Vossen de overstap naar Kampong uit Utrecht. Hier werd ze landskampioen in 1994 en 1995. Het seizoen 2000/01 speelde ze haar laatste wedstrijden op het hoogste niveau.